# Emirato di Suleja
L'Emirato di Suleja (in lingua hausa: Masarautar Suleja), noto anche come Emirato di Abuja, era uno stato tradizionale della Nigeria. La capitale era la città di Abuja. Lo stato esiste ancora solo a livello formale.

## Storia
L'attuale emirato originariamente includeva quattro piccoli koro che pagavano tributo all'emirato di Zazzau. Dopo che una serie di guerrieri della jihad di Fulani presero Zaria, la capitale di Zazzau, 220 km a nordest nel 1804, Muhammadu Makau, sarki (re) di Zazzau, guidò la nobiltà Hausa a Koro. Abu Ja (Jatau), suo fratello e successore come Sarkin Zazzau, fondò la città di Abuja nel 1828, ed iniziò la costruzione di una cinta muraria sul finire dell'anno, proclamandosi primo sarki di Abuja, pur mantenendo il titolo di Sarkin Zazzau'. Sopportando gli attacchi di Zaria, l'emirato di Abuja rimase indipendente negli anni. Il commercio con gli emirati Fulani di Bida (ad ovest) e Zaria iniziò sotto il regno dell'emiro Abu Kwaka (1851–77).
Quando i regnanti di Abuja distrussero la strada commerciale tra Lokoja e Zaria nel 1902, gli inglesi occuparono la città. All'epoca del regno dell'emiro Musa Angulu (1917–44) iniziò l'estrazione di stagno alluvionale.
Nel 1976 gran parte dell'emirato con il territorio di altri stati fu integrato nel Territorio della Capitale Federale, incentrato sulla città di Abuja. L'emirato prese il nome di Suleja.
Awwal Ibrahim divenne emiro, o Sarkin Zazzau, di Suleja nel 1993.
La sua ascesa portò a rivolte da parte dei suoi oppositori.
Venne deposto il 10 maggio 1994 dal generale Sani Abacha.
Dopo il ritorno della democrazia, Awwal Ibrahim fu restaurato al titolo di emiro di Suleka il 17 gennaio 2000. La sua restaurazione portò a una serie di violenti scontri che costrinsero il governo a intervenire.

## Elenco dei regnanti
Questa è una lista dei regnanti dell'emirato.
| Inizio          | Fine            | Nome                                               |
| --------------- | --------------- | -------------------------------------------------- |
| 1804            | 1825            | Muhammadu Makau dan Ishaqu Jatau (m. 1825)         |
| 1825            | 2 agosto 1851   | Jatau "Abu Ja" dan Ishaqu Jatau (m. 1851)          |
| 2 agosto 1851   | 29 luglio 1877  | Abu Kwaka "Dogon Sarki" dan Ishaqu Jatau (m. 1877) |
| 29 luglio 1877  | agosto 1902     | Ibrahim "Iyalai" "Dodon Gwari" dan Jatau (m. 1902) |
| 1902            | 1917            | Muhammad Gani dan Abu Kwaka                        |
| maggio 1917     | 3 marzo 1944    | Musa Angulu dan Ibrahim (m. 1944)                  |
| 13 marzo 1944   | 1979            | Sulaimanu Barau dan Muhammad Gani (m. 1979)        |
| 1979            | 1993            | Malam Ibrahim Dodo Musa (m. 1993)                  |
| 1993            | 10 maggio 1994  | Awwal Ibrahim (1ª volta) (n. 1941)                 |
| 10 maggio 1994  | 17 gennaio 2000 | Bashir Sulaiman Barau                              |
| 17 gennaio 2000 |                 | Awwal Ibrahim (2ª volta)                           |